# Distretto di Dugbe River
Il distretto di Dugbe River è un distretto della Liberia facente parte della contea di Sinoe.